# Chronicon der mecklenburgischen Regenten

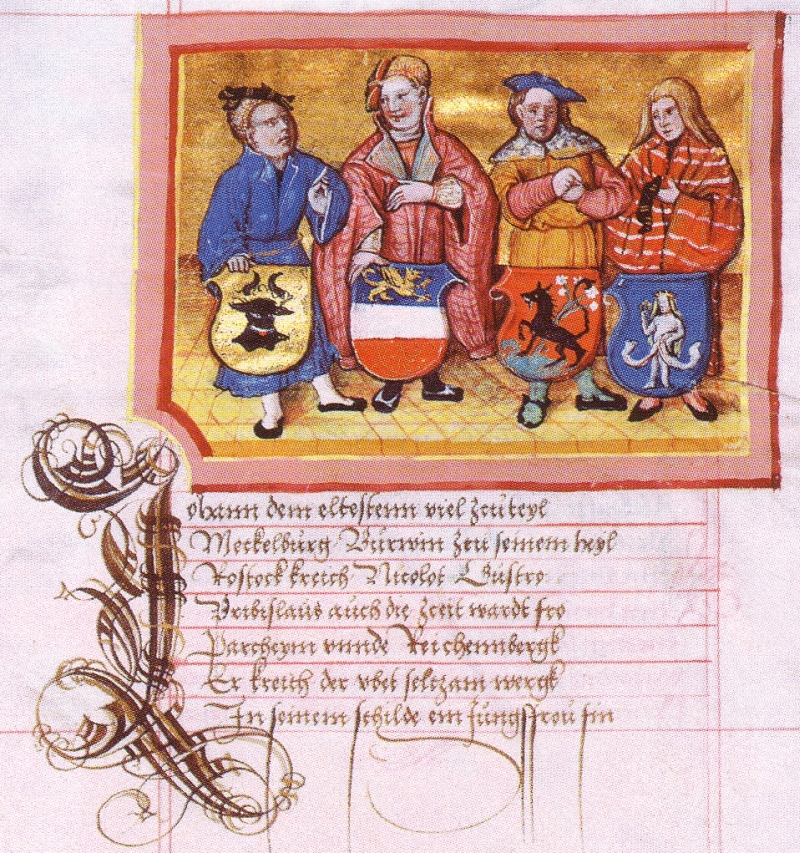
Ausschnitt – 1. Landesteilung 1229

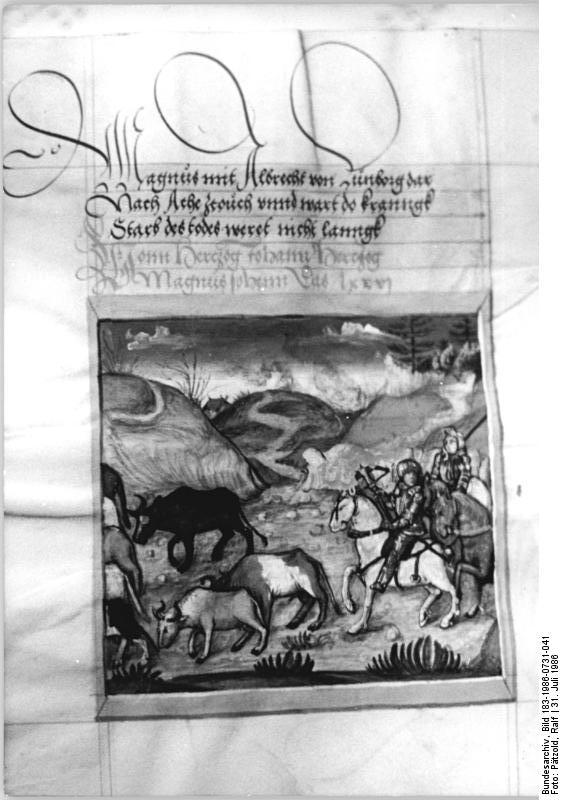
Ausschnitt – Das LXXV. Capitel. Von Hertzog Magnus Königs Albrechts Bruder.

Das Chronicon der mecklenburgischen Regenten ist ein von Nikolaus Marschalk überwiegend in Versform für den Fürsten Heinrich V. verfasstes Werk. 
Um das Jahr 1520 entstanden, beinhaltet es eine Chronik des mittelalterlichen Mecklenburgs. Vorbild und Vorlage war für Marschalk die ebenfalls in Reimform vorliegende Chronik des Ernst von Kirchberg aus dem Jahr 1378.

## Gliederung
Die Chronik besteht aus fünf Büchern, die nach einer einleitenden umfangreichen Widmung (Dedicatio) an den Herzog folgen.
- Dedicatio
- Das I. von den Königen der Obetriten, und den Herren von Mecklenburg mit 84 Kapiteln
- Das II. die Herren von Werla oder Wenden mit 12 Kapiteln
- Das III. die Herren Kessiner oder Rostocker mit 4 Kapiteln
- Das IV. die Herren von Stargardo mit Kapiteln
- Das V. die alten Wenden mit 10 Kapiteln

## Überlieferung
Die Handschrift befindet sich heute in der Landesbibliothek Mecklenburg-Vorpommern in Schwerin und hat die Signatur Ms. 376. Der Text wurde erstmals von Ernst Joachim von Westphalen 1739 im ersten Band seiner Monumenta inedita rerum Germanicarum praecipue Cimbricarum et Megapolensium ediert.
Die Landesbibliothek hat das Werk 2019 gemeinsam mit der Universitätsbibliothek Rostock digitalisiert.